# Andrea Gabrieli
Andrea di Cannaregio Gabrieli (ca 1533 - 1585) wordt gerekend tot de belangrijkste  Venetiaanse componisten van zijn tijd.

## Levensloop
Details over Gabrieli's eerste levensjaren zijn schaars. In oudere studies werd zijn geboortejaar ca. 1510 gesteld en wordt hij beschouwd als een  leerling van Adriaan Willaert, de kapelmeester van de Basiliek van San Marco. In de jaren 1980 werd het register ontdekt waarin niet enkel zijn sterfdatum wordt vermeld (30 augustus 1585), maar ook dat hij toen "ongeveer 52 jaar oud was", waardoor zijn geboortejaar eerder rond 1533 terechtkomt. Zeker is dat hij tussen 1562 en 1565 in Duitsland was en in München samenwerkte met Orlandus Lassus. In 1566 verwerft hij de post van organist aan de San Marco in Venetië.

## Werken
Andrea Gabrieli, hoewel geen kapelmeester, schreef ook veel  liturgische en ceremoniële muziek voor de San Marco. Van zijn hand zijn meer dan honderd motetten en madrigalen bekend en een kleiner aantal instrumentale werken. Tot zijn meest bekende leerlingen behoren zijn neef Giovanni Gabrieli, zelf een belangrijk componist en uitgever van een groot deel van Andrea's werk publiceerde en Hans Leo Hassler.

## Composities
- Sacrae Cantiones, Venezia, Angelo Gardano 1565, moderne editie Verlag C. Hofius, Ammerbuch 2013, ISMN 979-0-50248-001-1
- Il Primo Libro di Madrigali a cinque voci, Venezia, Angelo Gardano 1566, moderne editie Ricordi, Milano 2008
- Il Secondo Libro di Madrigali a cinque voci, Venezia, Angelo Gardano 1570, moderne editie Ricordi, Milano 1996
- Primus Liber Missarum, Venezia, Angelo Gardano 1572, moderne editie Verlag C. Hofius, Ammerbuch 2014, ISMN 979-0-50248-000-4.
- Libro Primo de Madrigali a tre voci, moderne editie Ricordi, Milano 1999
- Ecclesiasticum Cantionum quatuor vocum omnibus sanctorum solemnitatibus deservientium. Liber primus, Venezia, Angelo Gardano 1576, moderne editie Ricordi, Milano 2001
- Opere edite in vita: Psalmi Davidici, qui poenitentiales nuncupantur, tum omnis generis instrumentorum, Venezia, Angelo Gardano 1583, moderne editie Ricordi, Milano 1988
- Opera postume. Concerti di Andrea et di Gio. Gabrieli, Venezia, Angelo Gardano 1587, moderne editie Ricordi, Milano 1989
- Chori in musica composti sopra li chori della tragedia di Edippo Tiranno: recitati in Vicenza l'anno MDLXXXV, Venezia, Angelo Gardano 1588, moderne editie Ricordi, Milano 1995
- Il terzo Libro de Madrigali a cinque voci, con alcuni di Giovanni Gabrieli, Venezia, Angelo Gardano 1589, moderne editie Ricordi, Milano 2012
- Madrigali et ricecari a quattro voci, Venezia, Angelo Gardano 1589/90, moderne editie Ricordi, Milano 2012
- Le composizioni vocali di Andrea Gabrieli in intavolature per tastiera e liuto, moderne editie Ricordi, Milano 1993/1999
- Complete Keyboard Works (ed. Giuseppe Clericetti), 6 delen. met kritisch apparat, Wenen 1997-99, Doblinger (Diletto Musicale 1141-46, 09671).

- Bibsys: 90320564
- Biblioteca Nacional de Chile: 000222266
- Biblioteca Nacional de España: XX1005796
- Bibliothèque nationale de France: cb131827673 (data)
- CiNii: DA06863575
- Gemeinsame Normdatei: 118689061
- International Standard Name Identifier: 0000 0001 1079 309X
- Library of Congress Control Number: n79116215
- Nationale Bibliotheek van Letland: 000037977
- MusicBrainz: c0d03d9f-6e31-4b22-aa6e-30f6340975b6
- Bibliotheek van het Japanse parlement: 00995294
- Nationale Bibliotheek van Tsjechië: ola2002153141
- Nationale bibliotheek van Australië: 35992953
- Nationale Bibliotheek van Israël: 987007261415705171
- Nationale Bibliotheek van Polen: a0000001278028
- Nationale en Universitaire bibliotheek Zagreb: 000530504
- Nederlandse Thesaurus van Auteursnamen: 091403537
- Réseau des bibliothèques de Suisse occidentale: 02-A003273290
- Istituto Centrale per il Catalogo Unico: CFIV126016
- LIBRIS: 318342
- SNAC: w6sj318m
- Système universitaire de documentation: 035339381
- Trove: 1186923
- Virtual International Authority File: 86532091
- WorldCat: E39PBJvxyJ9mJW6HhCdfCthT73